# Faro di Beachy Head
Il faro di Beachy Head ("Beachy Head lighthouse" in inglese) è un faro situato ai piedi della scogliera calcarea (falesia) di Beachy Head, nel distretto di Eastbourne della contea di East Sussex in Gran Bretagna. È costituito da una torre in granito alta 43 metri eretta sulla battigia. Con l'alta marea il faro viene circondato dall'acqua e resta isolato dalla costa.

## Storia
Il promontorio di Beachy Head ha visto numerosi naufragi tra il XVII secolo e l'inizio del XVIII secolo, per cui intorno al 1691 si fece la prima petizione per erigere un faro.
Nel 1828 venne costruito un primo faro provvisorio in legno, nel 1834 venne ultimato il faro di Belle Tout in granito, sulla scogliera circa due chilometri a ovest dell'attuale faro di Beachy Head.

Il faro di Belle Tout era però afflitto da due grossi problemi che obbligarono le autorità a cercare una soluzione alternativa: infatti la sua posizione lo rendeva soggetto ad essere oscurato dalla nebbia che si formava sopra la scogliera, inoltre le imbarcazioni che navigavano molto vicino alla costa potevano non vedere la luce del faro in quanto questa risultava nascosta dal bordo superiore del dirupo.

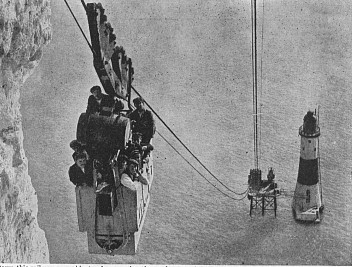
La costruzione del faro di Beachy Head: la fotografia mostra la funivia temporanea allestita appositamente (da "The Book of Knowledge", The Grolier Society, 1911)

### Costruzione
Nel 1900 iniziarono i lavori per la costruzione del nuovo faro di Beachy Head, sotto la direzione di Sir Thomas Matthews, ingegnere capo di Trinity House, l'autorità britannica per i fari.
La costruzione del faro richiese due opere di ingegneria secondarie: trovandosi 165 metri al largo della scogliera, in una zona che veniva allagata con l'alta marea, fu necessario costruire una piccola diga per impedire l'allagamento del sito durante la realizzazione della fondazioni; inoltre, data l'inaccessibilità del luogo, venne realizzata una piattaforma sull'acqua collegata alla scogliera tramite una funivia temporanea per il trasporto del personale e dei materiali. Per la costruzione della torre vennero utilizzate 3360 tonnellate di granito della Cornovaglia.

### Messa in servizio
Dopo due anni i lavori furono ultimati e il 2 ottobre 1902 entrò in servizio il nuovo faro di Beachy Head che doveva sostituire il faro di Belle Tout.
Il faro era condotto da tre guardiani, che si occupavano del suo funzionamento. Nel 1960 il faro fu elettrificato mediante l'installazione di una lampada ad incandescenza da 10,4 watt. Nel 1983, dopo oltre ottant'anni di conduzione dei guardiani, il faro fu automatizzato; da allora non è più presidiato ed è monitorato a distanza dal centro di controllo di Trinity House ad Harwich, nella contea dell'Essex.

## Struttura
Si tratta di una torre alta 43 metri in granito della Cornovaglia, dipinta di bianco con una fascia centrale rossa; la lanterna è in metallo verniciata di rosso. Si trova circa 165 metri al largo della scogliera ed è completamente isolato dalla riva quando l'alta marea inonda la battigia su cui è stato eretto.
L'ottica da 920 millimetri ruota su un bagno di mercurio; la luce dei fasci, dell'intensità di 635000 candele è generata da una lampada a filamento da 400 watt.
Il faro dispone di un segnale da nebbia che emette un suono ogni 30 secondi.

## Nella cultura di massa
- Il faro di Beachy Head compare nel film "Quadrophenia" di Franc Roddam (1979): nel finale, il protagonista Jimmy (interpretato da Phil Daniels) va a gettare lo scooter rubato ad "Asso" (Sting) dalla scogliera di Beachy Head.
- Il promontorio e il faro di Beachy Head compaiono anche nel video musicale Close to Me del gruppo britannico The Cure, diretto dal regista Tim Pope. Il brano è contenuto nell'album The Head on the Door, pubblicato nel 1985. Nell'originalissimo videoclip, i componenti della band sono chiusi in un armadio/guardaroba che precipita dall’alto della scogliera, giù verso il mare, e si riempie progressivamente d’acqua.

## Galleria d'immagini

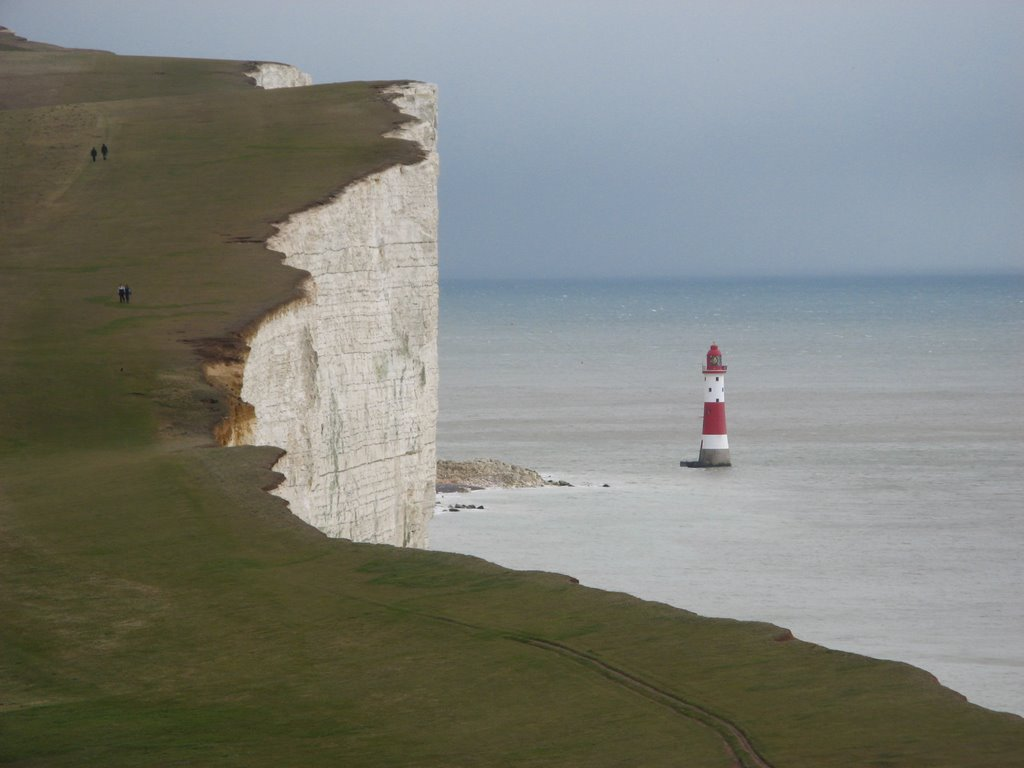
Il faro visto dalla scogliera, da Ovest
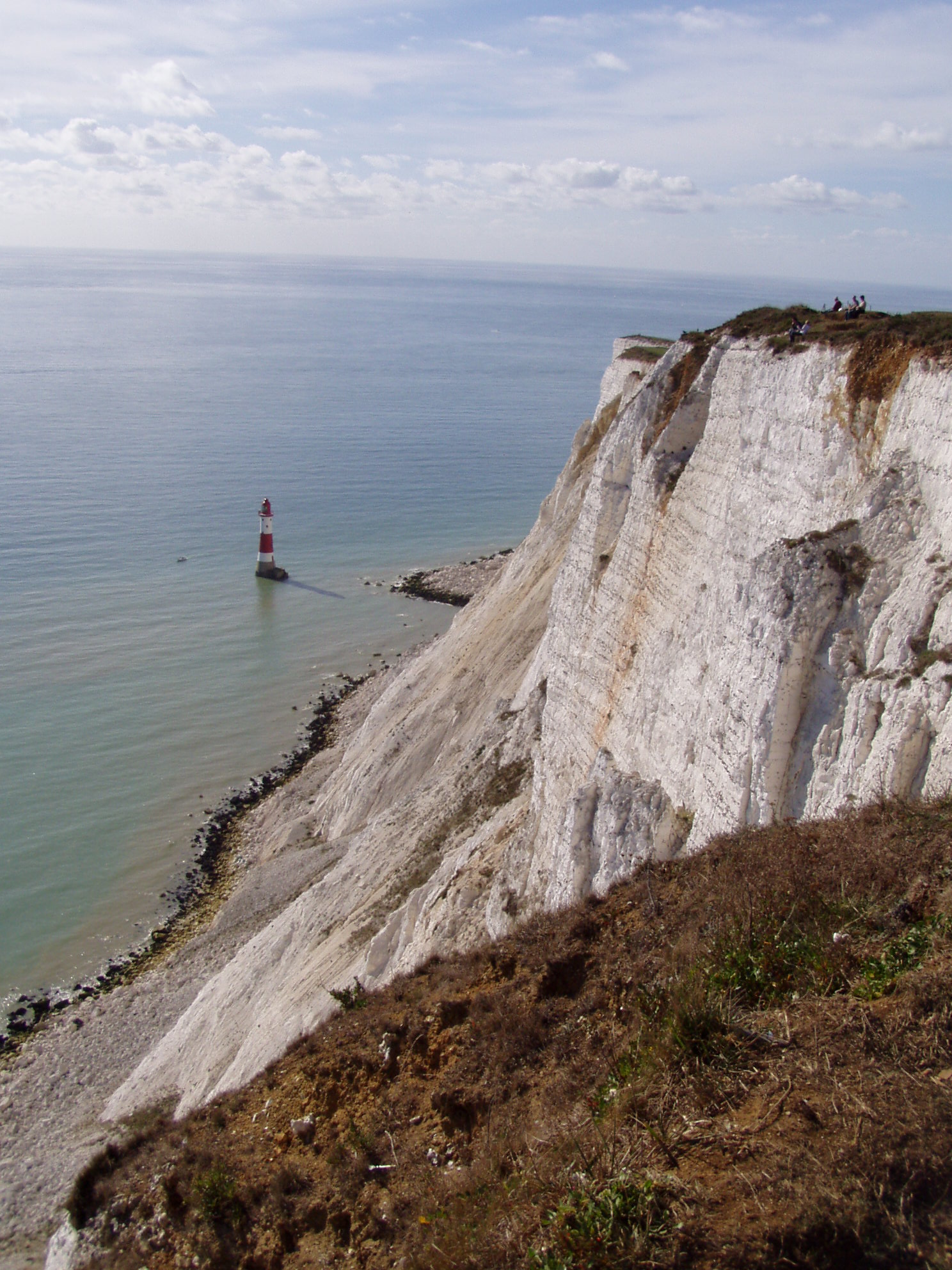
Il faro visto dalla scogliera, da Est
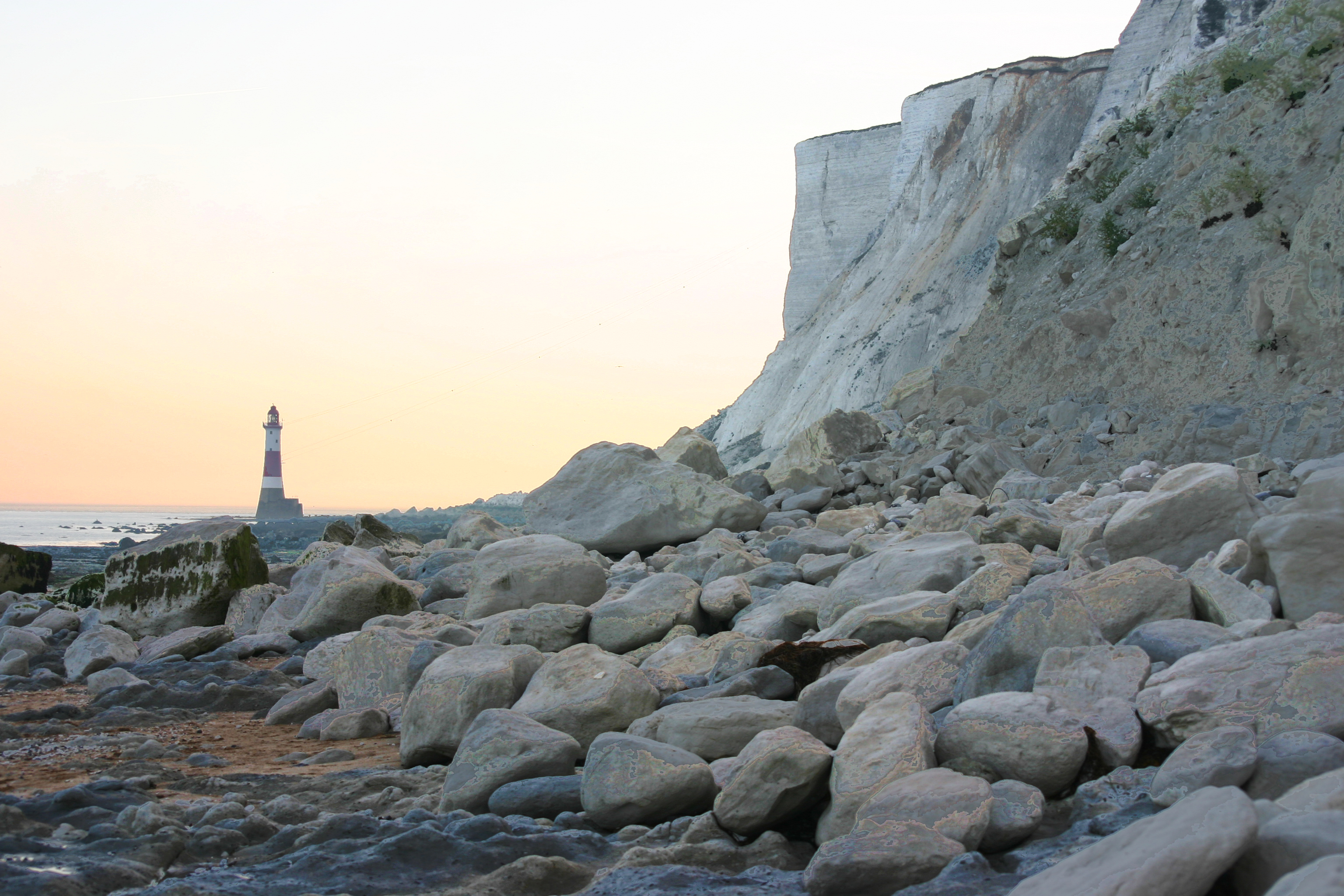
il faro visto dai piedi della scogliera a Est